# Francisco Javier Reyes
Francisco Javier Reyes Acosta (La Ceiba, Departamento de Atlántida, 7 de febrero de 1990) es un futbolista hondureño. Juega de Portero y su actual equipo es el Real Sociedad de la Liga Nacional de Honduras.

## Trayectoria
Francisco Reyes hizo gran parte de las divisiones menores en el Club Deportivo La Isla de La Ceiba y luego en las reservas del Olimpia, donde fue ascendido al primer equipo en el 2009. Debutó en primera división bajo las órdenes de Carlos Restrepo Isaza el 7 de octubre de 2010 en la victoria 1-0 ante el Club Deportivo Vida.

## Selección nacional
Ha sido internacional con la Selección de fútbol de Honduras en las categorías sub-17, sub-20 y sub-23. Disputó la Copa Mundial de Fútbol Sub-17 de 2007 y la Copa Mundial de Fútbol Sub-20 de 2009. En el año 2012 fue convocado por Luis Fernando Suárez para que participara de los Juegos Olímpicos de Londres 2012.

### Participaciones internacionales
| Competición                 | Sede          | Resultado        |
| --------------------------- | ------------- | ---------------- |
| Copa Mundial Sub-17 de 2007 | Corea del Sur | Primera fase     |
| Copa Mundial Sub-20 de 2009 | Egipto        | Primera fase     |
| Londres 2012                | Reino Unido   | Cuartos de final |

## Clubes
| Club          | País     | Año             |
| ------------- | -------- | --------------- |
| Olimpia       | Honduras | 2009 - 2013     |
| Victoria      | Honduras | 2014            |
| Real Sociedad | Honduras | 2015 - 2016     |
| Social Sol    | Honduras | 2017 - 2022     |
| Real Sociedad | Honduras | 2022 - Presente |